# Ley de Planck

Ley de Planck para cuerpos a diferentes temperaturas.

Curvas de emisión de cuerpos negros a diferentes temperaturas comparadas con las predicciones de la física clásica anteriores a la ley de Planck.

La ley de Planck describe la radiación electromagnética emitida por un cuerpo negro en equilibrio térmico en una temperatura definida. Se trata de un resultado pionero de la física moderna y la teoría cuántica.

## Historia
La ley lleva el nombre de Max Planck, quien la propuso originalmente en 1900.
- La aplicación de la ley de Planck al Sol con una temperatura superficial de unos (6000 K) nos lleva a que el (99 %) de la radiación emitida está entre las longitudes de onda (0.15 μm) y (4 μm), y su máximo ([ley de desplazamiento de Wien]) ocurre a (0.475 μm).

- - Como 1 [nanómetro] (1 nm = 10-9 m = 10-3 μm), resulta que el Sol emite en un rango de (150 nm) hasta (4000 nm) y el máximo ocurre a (475 nm).

- - La luz visible se extiende desde (380 nm) a (740 nm).

- - La radiación ultravioleta u ondas cortas iría desde los (150 nm) a los (380 nm)

- - La radiación infrarroja u ondas largas desde las (0.74 μm) a (4 μm).

- La aplicación de la ley de Planck a la [Tierra].

- - Con una temperatura superficial de unos 288 K (15 °C) nos lleva a que el (99 %) de la radiación emitida está entre las longitudes de onda (3 μm) y (80 μm), y su máximo ocurre a (10 μm).

- - La [estratosfera] de la Tierra con una temperatura entre (210 K) y (220 K) radia entre (4 μm) y (120 μm) con un máximo en las (14.5 μm).

## Simbología
| Simbología -                | Símbolo                                                                                            | Unidad(es)     | SI                 | CGS |
| {\displaystyle I}           | Intensidad de la radiación (Radiancia espectral)                                                   | J / m2         | erg / cm2          |     |
| {\displaystyle q}           | Flujo de radiación (Poder emisivo espectral)                                                       | J / m2         | erg / cm2          |     |
| {\displaystyle u}           | Función universal (Densidad de energía espectral) Energía por (Área, Longitud de onda, Frecuencia) | J / (m2 m s-1) | erg / (cm2 cm s-1) |     |
|                             | Energía                                                                                            |                |                    |     |
| {\displaystyle E}           | Energía del oscilador                                                                              | J              | erg                |     |
| {\displaystyle \epsilon }   | Unidad de energía                                                                                  | J              | erg                |     |
|                             | Variables                                                                                          |                |                    |     |
| {\displaystyle n}           | Índice de refracción                                                                               |                |                    |     |
| {\displaystyle r}           | |                |                    |     |
| {\displaystyle T}           | Temperatura                                                                                        | K              | K                  |     |
| {\displaystyle \lambda }    | Longitud de onda                                                                                   | m              | cm                 |     |
| {\displaystyle \nu }        | Frecuencia                                                                                         | Hz             | Hz                 |     |
|                             | Constantes                                                                                         |                |                    |     |
| {\displaystyle C_{1}}       | Primera constante de radiación                                                                     | J m2 / s       | erg cm2 / s        |     |
| {\displaystyle C_{2}}       | Segunda constante de radiación                                                                     | m · K          | cm · K             |     |
| {\displaystyle c}           | Velocidad de la luz                                                                                | m / s          | cm / s             |     |
| {\displaystyle c_{0}}       | Velocidad de la luz en el vacío                                                                    | m / s          | cm / s             |     |
| {\displaystyle h}           | Constante de Planck                                                                                | J s            | erg s              |     |
| {\displaystyle k_{\rm {B}}} | Constante de Boltzmann                                                                             | J / K          | erg / K            |     |

## Descripción

### Función universal (Densidad de energía espectral) (u{\displaystyle u})
La ley de Planck se define como:
{\displaystyle u_{\nu }(T)\ d\nu ={\frac {8\ \pi \ h\ \nu ^{3}}{c^{3}\ {\Bigl [}e^{{\Bigl (}{\frac {h\ \nu }{k_{\rm {B}}\ T}}{\Bigr )}}-1{\Bigr ]}}}\ d\nu }

### Energía del oscilador (E{\displaystyle E})
|               | 1 | 2                                                                                              |
| ------------- | --- | ---------------------------------------------------------------------------------------------- |
| Ecuación      | {\displaystyle u_{\nu }(T)\ d\nu ={\frac {8\ \pi \ h\ \nu ^{3}}{c^{3}\ {\Bigl [}e^{{\Bigl (}{\frac {h\ \nu }{k_{\rm {B}}\ T}}{\Bigr )}}-1{\Bigr ]}}}\ d\nu } | {\displaystyle u_{\nu }(T)={\Bigl [}{\frac {8\ \pi \ \nu ^{2}}{c^{3}}}{\Bigr ]}E}              |
| Simplificando | {\displaystyle u_{\nu }(T)={\frac {8\ \pi \ h\ \nu ^{3}}{c^{3}\ {\Bigl [}e^{{\Bigl (}{\frac {h\ \nu }{k_{\rm {B}}\ T}}{\Bigr )}}-1{\Bigr ]}}}}               |                                                                                                |
| Ordenando     | {\displaystyle u_{\nu }(T)={\Bigl [}{\frac {8\ \pi \ \nu ^{2}}{c^{3}}}{\Bigr ]}{\frac {h\ \nu }{e^{{\Bigl (}{\frac {h\ \nu }{k_{\rm {B}}\ T}}{\Bigr )}}-1}}} |                                                                                                |
| Comparando    | {\displaystyle E={\frac {h\ \nu }{e^{{\Bigl (}{\frac {h\ \nu }{k_{\rm {B}}\ T}}{\Bigr )}}-1}}}                                                               | {\displaystyle E={\frac {h\ \nu }{e^{{\Bigl (}{\frac {h\ \nu }{k_{\rm {B}}\ T}}{\Bigr )}}-1}}} |

{\displaystyle E={\frac {h\ \nu }{e^{{\Bigl (}{\frac {h\ \nu }{k_{\rm {B}}\ T}}{\Bigr )}}-1}}}
Se observa que en el denominador, las unidades se cancelan, así que la unidad de energía es:
{\displaystyle \epsilon =h\ \nu }

### Intensidad de la radiación (Radiancia espectral) (I{\displaystyle I})
La Intensidad de la radiación (Radiancia espectral) {\displaystyle I(T,\nu )} emitida por un cuerpo negro con una cierta temperatura ({\displaystyle T}) y frecuencia ({\displaystyle \nu }), viene dada por la ley de Planck:
La expresión {\displaystyle I(\nu )\delta \nu \,}se define como la cantidad de energía por unidad de área, unidad de tiempo y unidad de ángulo sólido emitida en el rango de frecuencias entre ({\displaystyle \nu \,}) y ({\displaystyle \nu +\delta \nu \,}).
Es común encontrar en la literatura la radiancia espectral del cuerpo negro definida también como {\displaystyle B_{\nu }(T)}.
|                                                                      | Ley de Planck | 2 |
| -------------------------------------------------------------------- | --- | --- |
| Ecuaciones                                                           | {\displaystyle u_{\nu }(T)={\frac {8\ \pi \ h\ \nu ^{3}}{c^{3}\ {\Bigl [}e^{{\Bigl (}{\frac {h\ \nu }{k_{\rm {B}}\ T}}{\Bigr )}}-1{\Bigr ]}}}}                                                   | {\displaystyle u(r)={\Bigl (}{\frac {4\pi \ n}{c_{0}}}{\Bigr )}I_{\nu }(r)}                                                                                |
| Evaluando {\displaystyle (\nu =n\ \nu )} y {\displaystyle (c=c_{0})} | {\displaystyle u_{\nu }(T)={\frac {8\ \pi \ h\ (n\ \nu )^{3}}{(c_{0})^{3}\ {\Bigl [}e^{{\Bigl (}{\frac {h\ \nu }{k_{\rm {B}}\ T}}{\Bigr )}}-1{\Bigr ]}}}}                                        | |
| Ordenando                                                            | {\displaystyle u_{\nu }(T)={\Bigl (}{\frac {4\pi \ n}{c_{0}}}{\Bigr )}{\frac {2\ h\ \nu ^{3}\ n^{2}}{(c_{0})^{2}\ {\Bigl [}e^{{\Bigl (}{\frac {h\ \nu }{k_{\rm {B}}\ T}}{\Bigr )}}-1{\Bigr ]}}}} | |
| Comparando                                                           | {\displaystyle I_{\nu }(T,\nu )={\frac {2\ h\ \nu ^{3}\ n^{2}}{(c_{0})^{2}\ {\Bigl [}e^{{\Bigl (}{\frac {h\ \nu }{k_{\rm {B}}\ T}}{\Bigr )}}-1{\Bigr ]}}}}                                       | {\displaystyle I_{\nu }(T,\nu )={\frac {2\ h\ \nu ^{3}\ n^{2}}{(c_{0})^{2}\ {\Bigl [}e^{{\Bigl (}{\frac {h\ \nu }{k_{\rm {B}}\ T}}{\Bigr )}}-1{\Bigr ]}}}} |

{\displaystyle I_{\nu }(T,\nu )={\frac {2\ h\ \nu ^{3}\ n^{2}}{(c_{0})^{2}\ {\Bigl [}e^{{\Bigl (}{\frac {h\ \nu }{k_{\rm {B}}\ T}}{\Bigr )}}-1{\Bigr ]}}}}
|                                                        | 1 | Condición | Condición |
| ------------------------------------------------------ | --- | --- | --- |
| Ecuaciones                                             | {\displaystyle I_{\nu }(T,\nu )={\frac {2\ h\ \nu ^{3}\ n^{2}}{(c_{0})^{2}\ {\Bigl [}e^{{\Bigl (}{\frac {h\ \nu }{k_{\rm {B}}\ T}}{\Bigr )}}-1{\Bigr ]}}}} | {\displaystyle I_{\nu }(T,\nu )\left\vert d\nu \right\vert =I_{\lambda }(T,\lambda )\left\vert d\lambda \right\vert } | {\displaystyle I_{\nu }(T,\nu )\left\vert d\nu \right\vert =I_{\lambda }(T,\lambda )\left\vert d\lambda \right\vert } |
|                                                        | | 3 | |
| Ecuación                                               | | {\displaystyle \nu ={\frac {c_{0}}{n\ \lambda }}} | {\displaystyle \nu ={\frac {c_{0}}{n\ \lambda }}} |
| Derivando                                              | | | {\displaystyle d\nu ={\frac {-c_{0}}{n\ \lambda ^{2}}}d\lambda } |
| Valor absoluto                                         | | | {\displaystyle \left\vert d\nu \right\vert ={\frac {c_{0}}{n\ \lambda ^{2}}}\left\vert d\lambda \right\vert } |
| Agregando {\displaystyle \left\vert d\nu \right\vert } | {\displaystyle I_{\nu }(T,\nu )\ \left\vert d\nu \right\vert ={\frac {2\ h\ \nu ^{3}\ n^{2}}{(c_{0})^{2}\ {\Bigl [}e^{{\Bigl (}{\frac {h\ \nu }{k_{\rm {B}}\ T}}{\Bigr )}}-1{\Bigr ]}}}\ \left\vert d\nu \right\vert }                                                                                           | | |
| Sustituyendo                                           | {\displaystyle I_{\lambda }(T,\lambda )\ \left\vert d\lambda \right\vert ={\frac {2\ h\ ({\frac {c_{0}}{n\ \lambda }})^{3}\ n^{2}}{(c_{0})^{2}\ {\Bigl [}e^{{\Bigl (}{\frac {h\ \nu }{k_{\rm {B}}\ T}}{\Bigr )}}-1{\Bigr ]}}}{\Bigl (}{\frac {c_{0}}{n\ \lambda ^{2}}}\left\vert d\lambda \right\vert {\Bigr )}} | {\displaystyle I_{\lambda }(T,\lambda )\ \left\vert d\lambda \right\vert ={\frac {2\ h\ ({\frac {c_{0}}{n\ \lambda }})^{3}\ n^{2}}{(c_{0})^{2}\ {\Bigl [}e^{{\Bigl (}{\frac {h\ \nu }{k_{\rm {B}}\ T}}{\Bigr )}}-1{\Bigr ]}}}{\Bigl (}{\frac {c_{0}}{n\ \lambda ^{2}}}\left\vert d\lambda \right\vert {\Bigr )}} | {\displaystyle I_{\lambda }(T,\lambda )\ \left\vert d\lambda \right\vert ={\frac {2\ h\ ({\frac {c_{0}}{n\ \lambda }})^{3}\ n^{2}}{(c_{0})^{2}\ {\Bigl [}e^{{\Bigl (}{\frac {h\ \nu }{k_{\rm {B}}\ T}}{\Bigr )}}-1{\Bigr ]}}}{\Bigl (}{\frac {c_{0}}{n\ \lambda ^{2}}}\left\vert d\lambda \right\vert {\Bigr )}} |
| Simplificando                                          | {\displaystyle I_{\lambda }(T,\lambda )={\frac {2\ h\ (c_{0})^{2}}{n^{2}\ \lambda ^{5}\ {\Bigl [}e^{{\Bigl (}{\frac {h\ c_{0}}{nk_{\rm {B}}\ T\ \lambda }}{\Bigr )}}-1{\Bigr ]}}}} | {\displaystyle I_{\lambda }(T,\lambda )={\frac {2\ h\ (c_{0})^{2}}{n^{2}\ \lambda ^{5}\ {\Bigl [}e^{{\Bigl (}{\frac {h\ c_{0}}{nk_{\rm {B}}\ T\ \lambda }}{\Bigr )}}-1{\Bigr ]}}}} | {\displaystyle I_{\lambda }(T,\lambda )={\frac {2\ h\ (c_{0})^{2}}{n^{2}\ \lambda ^{5}\ {\Bigl [}e^{{\Bigl (}{\frac {h\ c_{0}}{nk_{\rm {B}}\ T\ \lambda }}{\Bigr )}}-1{\Bigr ]}}}} |

{\displaystyle I_{\lambda }(T,\lambda )={\frac {2\ h\ (c_{0})^{2}}{n^{2}\ \lambda ^{5}\ {\Bigl [}e^{{\Bigl (}{\frac {h\ c_{0}}{nk_{\rm {B}}\ T\ \lambda }}{\Bigr )}}-1{\Bigr ]}}}}

### Flujo de radiación (Poder emisivo espectral) (q{\displaystyle q})
Se llama Flujo de radiación (Poder emisivo espectral) {\displaystyle q(\nu ,T)} de un cuerpo a la cantidad de energía radiante emitida por unidad de superficie por unidad de tiempo por unidad espectral entre las frecuencias ({\displaystyle \nu \,}) y ({\displaystyle \nu +\delta \nu \,}). Se trata por tanto de una intensidad.
|              | 1 | 2 | 3 |
| ------------ | --- | --- | --- |
| Ecuaciones   | {\displaystyle I_{\lambda }(T,\lambda )={\frac {2\ h\ (c_{0})^{2}}{n^{2}\ \lambda ^{5}\ {\Bigl [}e^{{\Bigl (}{\frac {h\ \nu }{k_{\rm {B}}\ T}}{\Bigr )}}-1{\Bigr ]}}}} | {\displaystyle q_{\nu n}(r)=\pi \ I_{\nu 0}(r)} | {\displaystyle \nu ={\frac {c_{0}}{n\ \lambda }}} |
| Comparando   | {\displaystyle q(T)={\frac {2\pi \ h\ (c_{0})^{2}}{n^{2}\ \lambda ^{5}\ {\Bigl [}e^{{\Bigl (}{\frac {h\ \nu }{k_{\rm {B}}\ T}}{\Bigr )}}-1{\Bigr ]}}}}                 | {\displaystyle q(T)={\frac {2\pi \ h\ (c_{0})^{2}}{n^{2}\ \lambda ^{5}\ {\Bigl [}e^{{\Bigl (}{\frac {h\ \nu }{k_{\rm {B}}\ T}}{\Bigr )}}-1{\Bigr ]}}}}               | |
| Sustituyendo | {\displaystyle q(T)={\frac {2\pi \ h\ (c_{0})^{2}}{n^{2}\ \lambda ^{5}\ {\Bigl [}e^{{\Bigl (}{\frac {h\ c_{0}}{k_{\rm {B}}\ n\ \lambda \ T}}{\Bigr )}}-1{\Bigr ]}}}}   | {\displaystyle q(T)={\frac {2\pi \ h\ (c_{0})^{2}}{n^{2}\ \lambda ^{5}\ {\Bigl [}e^{{\Bigl (}{\frac {h\ c_{0}}{k_{\rm {B}}\ n\ \lambda \ T}}{\Bigr )}}-1{\Bigr ]}}}} | {\displaystyle q(T)={\frac {2\pi \ h\ (c_{0})^{2}}{n^{2}\ \lambda ^{5}\ {\Bigl [}e^{{\Bigl (}{\frac {h\ c_{0}}{k_{\rm {B}}\ n\ \lambda \ T}}{\Bigr )}}-1{\Bigr ]}}}} |
|              | | 4 | 5 |
| Ecuaciones   | | {\displaystyle C_{1}=2\pi \ h\ (c_{0})^{2}} | {\displaystyle C_{2}={\frac {h\ c_{0}}{k_{\rm {B}}}}} |
| Sustituyendo | {\displaystyle q(T)={\frac {C_{1}}{n^{2}\ \lambda ^{5}\ {\Bigl [}e^{{\Bigl (}{\frac {C_{2}}{n\ \lambda \ T}}{\Bigr )}}-1{\Bigr ]}}}}                                   | {\displaystyle q(T)={\frac {C_{1}}{n^{2}\ \lambda ^{5}\ {\Bigl [}e^{{\Bigl (}{\frac {C_{2}}{n\ \lambda \ T}}{\Bigr )}}-1{\Bigr ]}}}}                                 | {\displaystyle q(T)={\frac {C_{1}}{n^{2}\ \lambda ^{5}\ {\Bigl [}e^{{\Bigl (}{\frac {C_{2}}{n\ \lambda \ T}}{\Bigr )}}-1{\Bigr ]}}}}                                 |

{\displaystyle q(T)={\frac {C_{1}}{n^{2}\ \lambda ^{5}\ {\Bigl [}e^{{\Bigl (}{\frac {C_{2}}{n\ \lambda \ T}}{\Bigr )}}-1{\Bigr ]}}}}
Donde las constantes valen en el Sistema Internacional de Unidades:
| 1                                                            | 2                                                                         |
| ------------------------------------------------------------ | ------------------------------------------------------------------------- |
| {\displaystyle C_{1}=2\pi \ h\ (c_{0})^{2}}                  | {\displaystyle C_{2}={\frac {h\ c_{0}}{k_{\rm {B}}}}}                     |
| {\displaystyle C_{1}=2\pi \ (6.62607015E-34)(299792458)^{2}} | {\displaystyle C_{2}={\frac {(6.62607015E-34)(299792458)}{1.380649E-23}}} |
| {\displaystyle C_{1}=(3.7418E-16)\ {\rm {W\ m^{2}}}}         | {\displaystyle C_{2}=(1.4388E-2)\ {\rm {m\ K}}}                           |

De la ley de Planck se derivan la ley de Stefan-Boltzmann y la aproximación de Wien.
La longitud de onda en la que se produce el máximo de emisión viene dada por la ley de Wien y la potencia total emitida por unidad de área viene dada por la ley de Stefan-Boltzmann. Por lo tanto, a medida que la temperatura aumenta el brillo de un cuerpo cambia del rojo al amarillo y al azul.

## Unidades
Si se usa el Sistema Internacional de Unidades o sistema MKS, la longitud de onda se expresaría en (m), el poder emisivo en un intervalo de frecuencias ({\displaystyle dq}) en (W / m2) y el poder emisivo por unidad de longitud o poder emisivo espectral ({\displaystyle dq\ /\ d\lambda }) en (W / m3).
No es común expresar la longitud de onda en (m). Con frecuencia resulta cómodo expresarla en nanómetros (nm), llamados antiguamente milimicras, (1 nm = 10-9 m), pero manteniendo la unidad de ({\displaystyle dq}) en (W / m2), en este caso:
{\displaystyle {\frac {C_{1}\ d\lambda }{\lambda ^{5}}}=[(3.7418E-16)\ {W\ m^{2}}]{\frac {d\lambda (nm)}{\lambda ^{5}(nm)}}}
{\displaystyle {\frac {C_{2}}{\lambda }}=(1.4388E-2){\frac {m\ K}{\lambda (nm)}}}
Si queremos expresar el poder emisivo espectral en la unidad práctica [cal / (cm2 μm)], donde (1 μm = 10-6 m) es un micrómetro o micra, se puede usar el factor de conversión:
1 (W / m3) = 1.434E-9 [cal / (cm2 μm)]